# Нефьодов Валентин Валентинович
Валентин Нефьодов (рос. Валентин Валентинович Нефёдов; нар. 23 лютого 1982, Москва, СРСР) — російський футболіст, захисник.

## Життєпис
Вихованець футбольної школи московського «Торпедо». Перший тренер - Микола Растегаєв.
Виступав за клуби: «Ніка» (Москва), «Локомотив» (Нижній Новгород), «Арсенал» (Тула), «Пресня-Буревісник», «Уралан плюс». У липні 2003 року перейшов у «Чорноморець» (Одеса), в команді пробув усього сезон.
Пізніше виступав за «Машук-КМВ», «Анжі», «Зірка» (Іркутськ).
Влітку 2007 року перейшов до складу новачка вищої ліги України, «Нафтовик-Укрнафта», а в влітку 2008 року перейшов до складу іншого новачка, «Іллічівця». Міг перейти в донецький «Металург», «Промінь-Енергії», але ближче за всіх до підписання угоди з футболістом був «Ростов».